# PGC 39711
LEDA/PGC 39711 ist eine lichtschwache Galaxie vom Hubble-Typ Irr? im Sternbild Jungfrau nördlich der Ekliptik, die schätzungsweise 102 Millionen Lichtjahre von der Milchstraße entfernt ist. Sie wird unter der Katalognummer VVC 367 als Teil des Virgo-Galaxienhaufens gelistet und gilt als Mitglied der 29 Galaxien zählenden NGC 4235-Gruppe (LGG 281).